# Sármellék, Zala
Sármellék  este un sat în districtul Keszthely, județul Zala, Ungaria, având o populație de 1.865 de locuitori (2011). 

## Demografie
Componența etnică a satului Sármellék
     Maghiari (93,75%)
     Romi (3,56%)
     Germani (1,99%)
     Necunoscut (0,18%)
     Alții (0,53%)
Componența confesională a satului Sármellék
     Romano-catolici (70,13%)
     Fără religie (6,6%)
     Reformați (1,66%)
     Luterani (1,13%)
     Necunoscută (20,11%)
     Atei (0,38%)
     Alte religii (0,75%)
Conform recensământului din 2011, satul Sármellék avea 1.865 de locuitori. Din punct de vedere etnic, majoritatea locuitorilor (93,75%) erau maghiari, existând și minorități de romi (3,56%) și germani (1,99%). Apartenența etnică nu este cunoscută în cazul a 0,18% din locuitori.  Din punct de vedere confesional, majoritatea locuitorilor (70,13%) erau romano-catolici, existând și minorități de persoane fără religie (6,6%), reformați (1,66%) și luterani (1,13%). Pentru 20,11% din locuitori nu este cunoscută apartenența confesională.